# Ovladač
Ovladač je mechanické, elektrické, elektronické nebo jinak technicky zařaditelné hmotné zařízení, které slouží k ovládání nějakého stroje, přístroje, nebo i většího technologického celku (průmyslové pece, lisy, pásové dopravníky, jeřáby, výtahy atp.), či zařízení spotřební elektroniky (televizory, Hi-Fi systémy apod.). Komunikace mezi ovladačem a ovládaným zařízením často probíhá bezdrátově — dálkově.
Alternativně čeština termín ovladač (ovladač zařízení) přiřazuje anglickému výrazu driver (device driver), což je označení pro software, který je určen pro vykonávání v tzv. privilegovaném režimu procesoru, odkud lze přímo (bezprostředně) přistupovat k tzv. periferním zařízením (klávesnici, myši, pevnému disku, síťovém adaptéru, zvukové kartě atd.), jež tímto způsobem mohou být ovládány (obvykle se jedná o vstup a výstup dat, ale může jít též o ovládání v původním slova smyslu, např. vysunutí optické mechaniky). Pro označení technického prvku ve smyslu předchozího odstavce se v angličtině užívá slova controller nebo slovního spojení remote control; druhé jmenované ovšem přichází v úvahu pouze v případě, že jde o ovladač dálkový.

## Články o ovladačích
- Křížový ovladač — přístroj pro uživatelsky přívětivý přenos analogových řídicích povelů do digitálního systému[1]
- Dálkový ovladač — technický prostředek pro ovládání přístroje, který s tímto zařízením není hmotně spojen
- Ovladač zařízení — software určený pro vykonávaní mimo tzv. uživatelský režim procesoru, obvykle sestavený za účelem představení aspektů komunikace se specifickým typem hardwaru (pro který neexistuje ovladač v distribuci operačního systému)